# Kondolence
Kondolence er udtryk for tilkendegivelse af medfølelse over for pårørende ved en persons død. Det kan både være personligt, ved at sende en blomst, et telegram, brev eller lignende.
| Sprog | Spire Denne artikel om sprog er en spire som bør udbygges. Du er velkommen til at hjælpe Wikipedia ved at udvide den. |